# Hendrick van Balen
Hendrick van Balen (Antwerpen, 1575 – aldaar, 17 juli 1632) was een Zuid-Nederlands glas-in-loodkunstenaar en kunstschilder uit de barokperiode van altaarstukken en kabinetstukken.

## Biografie
De geboortedatum van Hendrick van Balen is afgeleid van een document uit 1618 waarin hij verklaart 43 jaar oud te zijn. Zijn vader was een handelaar in olie, kaarsen en kruidenierswaren. Dit betekende niet dat Hendrick een slechte opleiding heeft gehad; bij zijn dood bevonden zich verschillende anderstalige boeken in zijn boedel. Als zijn leermeesters worden dan ook verschillende bekende kunstenaars genoemd. Carel van Mander noemt Adam van Noort, maar ook de naam van Marten de Vos wordt in verschillende bronnen genoemd.

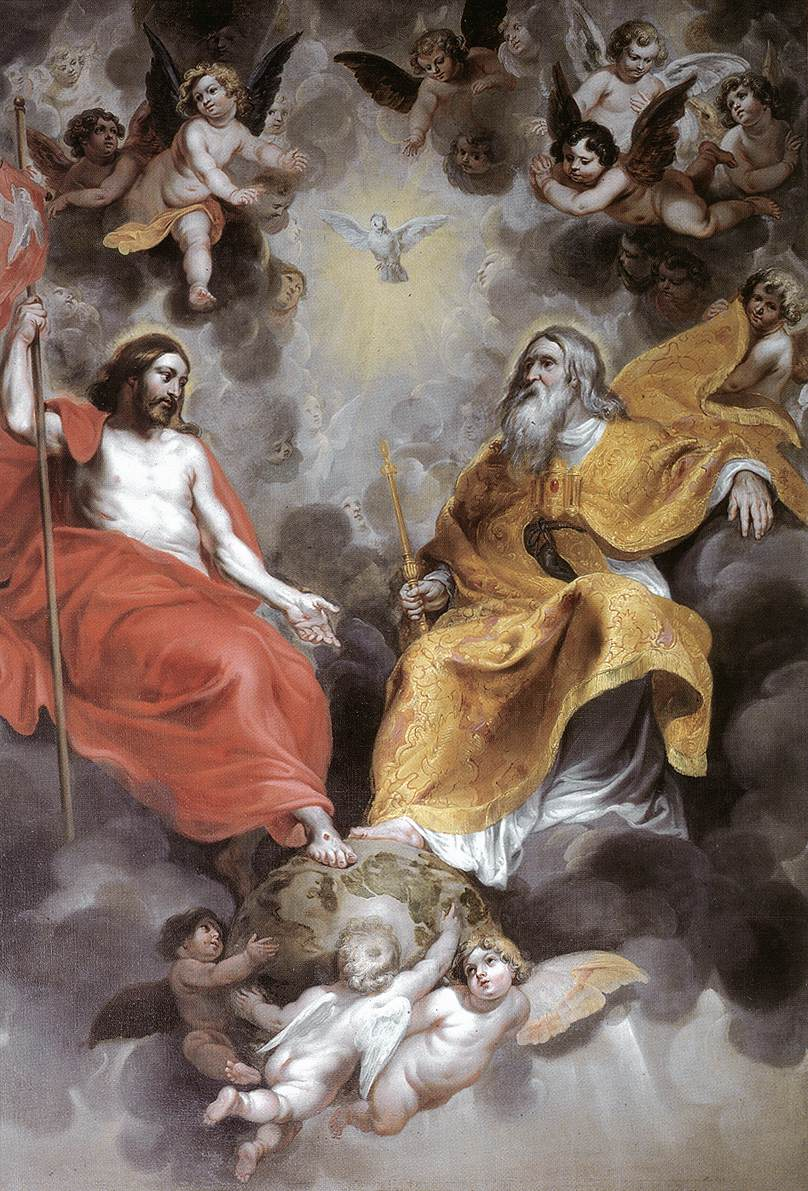
Hendrick van Balen, De heilige drie-eenheid, 1620, olieverf op paneel, Sint-Jacobskerk (Antwerpen), Antwerpen

Van Balen trouwde in 1605. Uit dit huwelijk werden vijf zoons en een dochter geboren. Drie van zijn zoons zouden ook schilder worden, te weten Jan van Balen (1611–1654), Gaspard van Balen (1615–1641) en Hendrick van Balen II (1623–1661). De dochter van Van Balen zou uiteindelijk trouwen met de schilder Theodoor van Thulden.
Zijn werken bevatten vaak naakten in een mythologische of religieuze scène geplaatst in een paradijselijke omgeving. In 1592 werd hij een vrij schilder en reisde hij naar Italië waar hij onder andere Venetië en Rome bezocht. Hier zou hij de Duitse schilder Hans Rottenhammer kunnen hebben ontmoet. Dit wordt plausibeler als men naar de werken van beide kunstenaars kijkt, die veel overeenkomsten vertonen.
Van Balen runde na zijn terugkomst uit Italië een drukke werkplaats in de Lange Nieuwstraat te Antwerpen, waar hij enkele keren samenwerkte met ander bekende kunstenaars zoals Jan Brueghel de Jonge en de Oude en Joos de Momper. Zijn leerlingen waren onder anderen Gerard Seghers, Antoon van Dyck, Cornelis Schut en Frans Snyders.

## Werken
| Datering      | Titel                              | Type       | Verblijfplaats                          | Afbeelding |
| ------------- | ---------------------------------- | ---------- | --------------------------------------- | ---------- |
| 1600–1632     | Bacchus en Diana                   | Schilderij | Rijksmuseum Amsterdam, Amsterdam        |            |
| Ca. 1600–1630 | De bruiloft van Peleus en Thetis   | Tekening   | Privéverzameling, België                |            |
| Ca. 1608–1616 | Bacchanaal                         | Schilderij | Speed Art Museum, Louisville (Kentucky) |            |
| 1624          | Moord op de Onschuldige Kinderen   | Schilderij | Privéverzameling                        |            |
| Ca. 1625      | Maria met kind in een bloemenkrans | Schilderij | Privéverzameling                        |            |

- Biblioteca Nacional de España: XX1250646
- Bibliothèque nationale de France: cb15092531v (data)
- Biografisch Portaal: 25875538
- CiNii: DA14841556
- Gemeinsame Normdatei: 123589797
- International Standard Name Identifier: 0000 0000 8130 9712
- KulturNav: 76995eb8-ee76-4042-8360-d8b808857cb5
- Library of Congress Control Number: nr2005003913
- Nationale Bibliotheek van Israël: 987007344494005171
- Nederlandse Thesaurus van Auteursnamen: 093610858
- RKD-Nederlands Instituut voor Kunstgeschiedenis: 4015
- Istituto Centrale per il Catalogo Unico: CUBV011591
- SNAC: w66b99br
- Système universitaire de documentation: 082831815
- Union List of Artist Names: 500008470
- Virtual International Authority File: 51983517
- WorldCat: E39PBJhRFHQfvHYmjjyWJVCxXd